# Rapax Team
Rapax Team era una escudería italiana que participó en la GP2 Series. Antes estuvo denominada como Minardi Piquet Sports, Piquet Sports y Piquet GP.

## GP Racing
Fue fundada en el año 1997 fue una escudería italiana, que actualmente se llama Rapax Team. Sus campeonatos principales en los que compitió fueron el Campeonato de Italia de Fórmula 3, la Fórmula 3000 Italiana y las Euroseries 3000.

## Piquet Sports

### Fórmula 3
El equipo es fundado en 2000 con el objetivo principal de llevar a Nelson Angelo Piquet a la Fórmula 1 bajo la dirección técnica de Felipe Vargas hasta el presente, se presenta por primera vez en la Fórmula 3 Sudamericana en 2001 y para el año siguiente consigue su primer campeonato al totalizar 13 victorias y 16 pole position con una gran controversia debido a que durante esa temporada, realizaros tests privados no permitidos. La escudería decide participar en la Fórmula 3 Británica en 2003 quedando de terceros en el campeonato y titulándose campeones de 2004. 

### GP2 Series
Ingresa al primer campeonato de la GP2 Series en asociación con la fabricante de motores (motorista) británica HiTech Racing por lo que la escudería se denominó esa temporada como HiTech/Piquet Racing con los pilotos brasileños Nelson Angelo Piquet y Alexandre Negrão, Piquet conseguiría la primera victoria del equipo en el Circuito Spa de Bélgica.
Para la temporada 2006 el equipo vuelve a correr con los mismos pilotos pero esta vez sin la marca HiTech obteniendo el segundo lugar entre las escuderías y el título de vicecampeón para Nelson Piquet.
En 2007 hace una alianza con la escudería que participaba en la Fórmula 1 Minardi para correr en la temporada 2007 con los pilotos Alexandre Negrão y el español Roldán Rodríguez.

## Rapax Team
Durante la temporada 2009/10 de GP2 Asia Series, el equipo fue vendido y todos los lazos con el resto de copropietario Nelson Piquet se cortaron. El equipo fue renombrado Rapax a principios de 2010, rememorando la Legio XXI Rapax, legión romana. Pastor Maldonado se reincorporó al equipo, junto con Luiz Razia. Maldonado logró el campeonato de pilotos con una ventaja considerable mientras Rapax ganó su primer campeonato de escuderías. En la temporada 2011, Rapax sólo consigue ser décima en el campeonato con 15 puntos, destacando una victoria de su piloto Fabio Leimer.

## Resultados

### GP2 Series
(Clave) (negrita indica pole position) (cursiva indica vuelta rápida puntuable)

| Año           | Chasis                                 | Neu.          | N.º           | Pilotos             | 1             | 1             | 2             | 2             | 3             | 3             | 4             | 4             | 5             | 5             | 6             | 6             | 7             | 7             | 8             | 8             | 9             | 9             | 10            | 10            | 11            | 11            | 12            | 12            | Puntos        | Pos.          | Ref.   |
| Piquet Sports | Piquet Sports                          | Piquet Sports | Piquet Sports | Piquet Sports       | Piquet Sports | Piquet Sports | Piquet Sports | Piquet Sports | Piquet Sports | Piquet Sports | Piquet Sports | Piquet Sports | Piquet Sports | Piquet Sports | Piquet Sports | Piquet Sports | Piquet Sports | Piquet Sports | Piquet Sports | Piquet Sports | Piquet Sports | Piquet Sports | Piquet Sports | Piquet Sports | Piquet Sports | Piquet Sports | Piquet Sports | Piquet Sports | Piquet Sports | Piquet Sports |        |
| ------------- | -------------------------------------- | ------------- | ------------- | ------------------- | ------------- | ------------- | ------------- | ------------- | ------------- | ------------- | ------------- | ------------- | ------------- | ------------- | ------------- | ------------- | ------------- | ------------- | ------------- | ------------- | ------------- | ------------- | ------------- | ------------- | ------------- | ------------- | ------------- | ------------- | ------------- | ------------- | ------ |
| 2005          | Dallara GP2/05 Mecachrome V8108 GP2 V8 | B             |               |                     | IMO           | IMO           | BAR           | BAR           | MON           | MON           | NÜR           | NÜR           | MAG           | MAG           | SIL           | SIL           | HOC           | HOC           | BUD           | BUD           | EST           | EST           | MNZ           | MNZ           | SPA           | SPA           | SAK           | SAK           | 50            | 6.º           | [ 2 ]  |
| 2005          | Dallara GP2/05 Mecachrome V8108 GP2 V8 | B             | 3             | Nelson Piquet, Jr.  | 14†           | 6             | 5             | 2             | 11†           | 11†           | 5             | 3             | Ret           | DSQ           | Ret           | Ret           | 3             | 8             | 15†           | 10            | 4             | 6             | 3             | Ret           | 1             | 14            | Ret           | 15            | 50            | 6.º           | [ 2 ]  |
| 2005          | Dallara GP2/05 Mecachrome V8108 GP2 V8 | B             | 4             | Alexandre Negrão    | Ret           | 13            | 8             | 15            | 12†           | 12†           | Ret           | Ret           | Ret           | 13            | 19            | 16†           | Ret           | 18            | 8             | 15            | 12            | 19            | Ret           | 13            | 7             | 7             | 12            | 9             | 50            | 6.º           | [ 2 ]  |
| 2006          | Dallara GP2/05 Mecachrome V8108 GP2 V8 | B             |               |                     | VAL           | VAL           | IMO           | IMO           | NÜR           | NÜR           | BAR           | BAR           | MON           | MON           | SIL           | SIL           | MAG           | MAG           | HOC           | HOC           | BUD           | BUD           | EST           | EST           | MNZ           | MNZ           |               |               | 115           | 2.º           | [ 3 ]  |
| 2006          | Dallara GP2/05 Mecachrome V8108 GP2 V8 | B             | 11            | Nelson Piquet, Jr.  | 1             | 4             | 5             | 2             | Ret           | 19†           | 4             | 2             | 12†           | 12†           | 4             | 5             | 4             | 2             | 13            | DNS           | 1             | 1             | 1             | 5             | 2             | 6             |               |               | 115           | 2.º           | [ 3 ]  |
| 2006          | Dallara GP2/05 Mecachrome V8108 GP2 V8 | B             | 12            | Alexandre Negrão    | 13            | 7             | Ret           | 11            | 7             | 7             | 7             | 18            | Ret           | Ret           | Ret           | 12            | 5             | Ret           | 16            | 9             | 5             | Ret           | 8             | Ret           | Ret           | Ret           |               |               | 115           | 2.º           | [ 3 ]  |
| 2007          | Dallara GP2/05 Mecachrome V8108 GP2 V8 | B             |               |                     | SAK           | SAK           | BAR           | BAR           | MON           | MON           | MAG           | MAG           | SIL           | SIL           | NÜR           | NÜR           | BUD           | BUD           | EST           | EST           | MNZ           | MNZ           | SPA           | SPA           | VAL           | VAL           |               |               | 22            | 11.º          | [ 4 ]  |
| 2007          | Dallara GP2/05 Mecachrome V8108 GP2 V8 | B             | 3             | Alexandre Negrão    | Ret           | 15            | Ret           | DNS           | 15            | 15            | Ret           | Ret           | Ret           | 18            | 12            | 10            | Ret           | 13            | 7             | 2             | 14            | Ret           | 19†           | 16            | 15            | 18            |               |               | 22            | 11.º          | [ 4 ]  |
| 2007          | Dallara GP2/05 Mecachrome V8108 GP2 V8 | B             | 4             | Roldán Rodríguez    | Ret           | 12            | 4             | Ret           | Ret           | Ret           | 16            | 9             | 8             | 11            | 10            | 9             | 6             | 3             | 11            | 8             | Ret           | 8             | 15            | 10            | Ret           | 17            |               |               | 22            | 11.º          | [ 4 ]  |
| 2008          | Dallara GP2/08 Mecachrome V8108 GP2 V8 | B             |               |                     | BAR           | BAR           | EST           | EST           | MON           | MON           | MAG           | MAG           | SIL           | SIL           | HOC           | HOC           | BUD           | BUD           | VAL           | VAL           | SPA           | SPA           | MNZ           | MNZ           |               |               |               |               | 92            | 3.º           | [ 5 ]  |
| 2008          | Dallara GP2/08 Mecachrome V8108 GP2 V8 | B             | 22            | Andreas Zuber       | 3             | Ret           | 3             | Ret           | 11            | 17            | 5             | 8             | 7             | 11            | 11†           | 2             | 2             | 7             | Ret           | Ret           | DSQ           | Ret           | Ret           | 10            |               |               |               |               | 92            | 3.º           | [ 5 ]  |
| 2008          | Dallara GP2/08 Mecachrome V8108 GP2 V8 | B             | 23            | Pastor Maldonado    | 12            | Ret           | Ret           | Ret           | 2             | Ret           | 3             | 7             | Ret           | 15†           | 6             | 17            | 5             | 18†           | 2             | Ret           | 3             | 1             | 2             | 4             |               |               |               |               | 92            | 3.º           | [ 5 ]  |
| 2009          | Dallara GP2/08 Mecachrome V8108 GP2 V8 | B             |               |                     | BAR           | BAR           | MON           | MON           | EST           | EST           | SIL           | SIL           | NÜR           | NÜR           | BUD           | BUD           | VAL           | VAL           | SPA           | SPA           | MNZ           | MNZ           | ALG           | ALG           |               |               |               |               | 41            | 7.º           | [ 6 ]  |
| 2009          | Dallara GP2/08 Mecachrome V8108 GP2 V8 | B             | 5             | Roldán Rodríguez    | Ret           | Ret           | 11            | Ret           | Ret           | 17            | 12            | 9             | 2             | Ret           | Ret           | 13            | 5             | Ret           | 5             | 2             | 13            | 7             | 5             | Ret           |               |               |               |               | 41            | 7.º           | [ 6 ]  |
| 2009          | Dallara GP2/08 Mecachrome V8108 GP2 V8 | B             | 6             | Alberto Valerio     | 15            | 13            | Ret           | Ret           | 4             | 6             | 1             | 7             | Ret           | 17            | Ret           | 21†           | 17            | 10            | Ret           | 12            | Ret           | 11            | Ret           | 7             |               |               |               |               | 41            | 7.º           | [ 6 ]  |
| Rapax Team    |                                        |               |               |                     |               |               |               |               |               |               |               |               |               |               |               |               |               |               |               |               |               |               |               |               |               |               |               |               |               |               |        |
| 2010          | Dallara GP2/08 Mecachrome V8108 GP2 V8 | B             |               |                     | BAR           | BAR           | MON           | MON           | EST           | EST           | VAL           | VAL           | SIL           | SIL           | HOC           | HOC           | BUD           | BUD           | SPA           | SPA           | MNZ           | MNZ           | YMC           | YMC           |               |               |               |               | 115           | 1.º           | [ 7 ]  |
| 2010          | Dallara GP2/08 Mecachrome V8108 GP2 V8 | B             | 14            | Luiz Razia          | 7             | 2             | 7             | 5             | 5             | 2             | Ret           | Ret           | Ret           | 15            | Ret           | 13            | 10            | Ret           | 16            | 10            | Ret           | 10            | 7             | 2             |               |               |               |               | 115           | 1.º           | [ 7 ]  |
| 2010          | Dallara GP2/08 Mecachrome V8108 GP2 V8 | B             | 15            | Pastor Maldonado    | 6             | 3             | 2             | 11            | 1             | 6             | 1             | 4             | 1             | 4             | 1             | 20†           | 1             | DSQ           | 1             | Ret           | Ret           | Ret           | 17            | 9             |               |               |               |               | 115           | 1.º           | [ 7 ]  |
| 2011          | Dallara GP2/11 Mecachrome V8108 GP2 V8 | P             |               |                     | EST           | EST           | BAR           | BAR           | MON           | MON           | VAL           | VAL           | SIL           | SIL           | NÜR           | NÜR           | BUD           | BUD           | SPA           | SPA           | MNZ           | MNZ           |               |               |               |               |               |               | 15            | 10.º          | [ 8 ]  |
| 2011          | Dallara GP2/11 Mecachrome V8108 GP2 V8 | P             | 1             | Fabio Leimer        | Ret           | 20            | 8             | 1             | 9             | 7             | Ret           | 14            | 15            | 11            | DSQ           | 8             | 11            | 11            | Ret           | Ret           | 7             | 2             |               |               |               |               |               |               | 15            | 10.º          | [ 8 ]  |
| 2011          | Dallara GP2/11 Mecachrome V8108 GP2 V8 | P             | 2             | Julián Leal         | 19            | Ret           | 17            | 14            | Ret           | Ret           | 11            | 9             | 22            | 21            | 14            | 9             | 20            | Ret           | Ret           | Ret           | 16            | Ret           |               |               |               |               |               |               | 15            | 10.º          | [ 8 ]  |
| 2012          | Dallara GP2/11 Mecachrome V8108 GP2 V8 | P             |               |                     | KUA           | KUA           | SAK           | SAK           | SAK           | SAK           | BAR           | BAR           | MON           | MON           | VAL           | VAL           | SIL           | SIL           | HOC           | HOC           | BUD           | BUD           | SPA           | SPA           | MNZ           | MNZ           | SIN           | SIN           | 44            | 9.º           | [ 9 ]  |
| 2012          | Dallara GP2/11 Mecachrome V8108 GP2 V8 | P             | 20            | Ricardo Teixeira    | 21            | 24†           | 17            | 13            | 23            | 20            | Ret           | 23            | 20            | Ret           |               |               | 18            | 15            | DSQ           | 16            | 19            | 20            | 18            | 15            | 20            | 18            | 17            | 21            | 44            | 9.º           | [ 9 ]  |
| 2012          | Dallara GP2/11 Mecachrome V8108 GP2 V8 | P             | 20            | Tom Dillmann        |               |               |               |               |               |               |               |               |               |               | Ret           | 12            |               |               |               |               |               |               |               |               |               |               |               |               | 44            | 9.º           | [ 9 ]  |
| 2012          | Dallara GP2/11 Mecachrome V8108 GP2 V8 | P             | 21            | Tom Dillmann        | 18            | 11            | 6             | 10            | 8             | 1             | 22            | 12            | 11            | Ret           |               |               |               |               | 9             | Ret           |               |               |               |               |               |               |               |               | 44            | 9.º           | [ 9 ]  |
| 2012          | Dallara GP2/11 Mecachrome V8108 GP2 V8 | P             | 21            | Daniël de Jong      |               |               |               |               |               |               |               |               |               |               | 16            | 9             | Ret           | 13            |               |               | 15            | 19            | 13            | 11            |               |               |               |               | 44            | 9.º           | [ 9 ]  |
| 2012          | Dallara GP2/11 Mecachrome V8108 GP2 V8 | P             | 21            | Stefano Coletti     |               |               |               |               |               |               |               |               |               |               |               |               |               |               |               |               |               |               |               |               | 8             | 4             | 13            | 8             | 44            | 9.º           | [ 9 ]  |
| 2013          | Dallara GP2/11 Mecachrome V8108 GP2 V8 | P             |               |                     | KUA           | KUA           | SAK           | SAK           | BAR           | BAR           | MON           | MON           | SIL           | SIL           | NÜR           | NÜR           | BUD           | BUD           | SPA           | SPA           | MNZ           | MNZ           | SIN           | SIN           | YMC           | YMC           |               |               | 155           | 7.º           | [ 10 ] |
| 2013          | Dallara GP2/11 Mecachrome V8108 GP2 V8 | P             | 18            | Stefano Coletti     | 3             | 1             | 2             | 3             | 4             | 1             | 6             | 1             | 21†           | 10            | 3             | 19            | 16            | 20†           | 13            | 23            | Ret           | 13            | 12            | 24            | 20†           | 9             |               |               | 155           | 7.º           | [ 10 ] |
| 2013          | Dallara GP2/11 Mecachrome V8108 GP2 V8 | P             | 19            | Simon Trummer       | 9             | 6             | 9             | 14            | 19            | 16            | 13            | 23            | 24            | 16            | 14            | 9             | 6             | 7             | 12            | 11            | Ret           | 16            | 16            | 13            | 13            | 7             |               |               | 155           | 7.º           | [ 10 ] |
| 2014          | Dallara GP2/11 Mecachrome V8108 GP2 V8 | P             |               |                     | SAK           | SAK           | BAR           | BAR           | MON           | MON           | SPI           | SPI           | SIL           | SIL           | HOC           | HOC           | BUD           | BUD           | SPA           | SPA           | MNZ           | MNZ           | SOC           | SOC           | YMC           | YMC           |               |               | 56            | 9.º           | [ 11 ] |
| 2014          | Dallara GP2/11 Mecachrome V8108 GP2 V8 | P             | 14            | Adrian Quaife-Hobbs | 10            | 6             | 9             | 9             | 9             | 8             | 24            | 18            | 13            | 15            | 14            | 8             | 2             | 12            | 11            | 21            | 14            | 8             |               |               |               |               |               |               | 56            | 9.º           | [ 11 ] |
| 2014          | Dallara GP2/11 Mecachrome V8108 GP2 V8 | P             | 14            | Tio Ellinas         |               |               |               |               |               |               |               |               |               |               |               |               |               |               |               |               |               |               | 21            | 14            |               |               |               |               | 56            | 9.º           | [ 11 ] |
| 2014          | Dallara GP2/11 Mecachrome V8108 GP2 V8 | P             | 14            | Kevin Giovesi       |               |               |               |               |               |               |               |               |               |               |               |               |               |               |               |               |               |               |               |               | 19            | 20            |               |               | 56            | 9.º           | [ 11 ] |
| 2014          | Dallara GP2/11 Mecachrome V8108 GP2 V8 | P             | 15            | Simon Trummer       | 7             | 2             | 12            | Ret           | Ret           | 18            | 20            | 20            | 25            | 18            | 6             | 14            | 11            | 13            | 18            | 17            | 19            | 11            | 15            | 21            | 17            | 16            |               |               | 56            | 9.º           | [ 11 ] |
| 2015          | Dallara GP2/11 Mecachrome V8108 GP2 V8 | P             |               |                     | SAK           | SAK           | BAR           | BAR           | MON           | MON           | SPI           | SPI           | SIL           | SIL           | BUD           | BUD           | SPA           | SPA           | MNZ           | MNZ           | SOC           | SOC           | SAK           | SAK           | YMC           | YMC           |               |               | 159           | 6.º           | [ 12 ] |
| 2015          | Dallara GP2/11 Mecachrome V8108 GP2 V8 | P             | 18            | Sergey Sirotkin     | 12            | 14            | 16            | 10            | 5             | 3             | 2             | 4             | 1             | 8             | 3             | 3             | 9             | 6             | Ret           | 5             | 4             | 21            | 5             | 4             | 13            | C             |               |               | 159           | 6.º           | [ 12 ] |
| 2015          | Dallara GP2/11 Mecachrome V8108 GP2 V8 | P             | 19            | Robert Vișoiu       | 5             | 7             | 18            | 23            | 15            | 13            | 11            | 9             | 12            | 11            | 9             | 7             | 15            | 16            | 9             | Ret           | 17            | 18            |               |               |               |               |               |               | 159           | 6.º           | [ 12 ] |
| 2015          | Dallara GP2/11 Mecachrome V8108 GP2 V8 | P             | 19            | Gustav Malja        |               |               |               |               |               |               |               |               |               |               |               |               |               |               |               |               |               |               | 16            | 13            | 16            | C             |               |               | 159           | 6.º           | [ 12 ] |
| 2016          | Dallara GP2/11 Mecachrome V8108 GP2 V8 | P             |               |                     | BAR           | BAR           | MON           | MON           | BAK           | BAK           | SPI           | SPI           | SIL           | SIL           | BUD           | BUD           | HOC           | HOC           | SPA           | SPA           | MNZ           | MNZ           | KUA           | KUA           | YMC           | YMC           |               |               | 107           | 9.º           | [ 13 ] |
| 2016          | Dallara GP2/11 Mecachrome V8108 GP2 V8 | P             | 11            | Gustav Malja        | 9             | 10            | 14            | 12            | 10            | Ret           | 13            | 16            | 22            | 19            | 13            | 14            | 6             | 8             | 8             | 2             | 3             | 7             | 9             | 5             | Ret           | 14            |               |               | 107           | 9.º           | [ 13 ] |
| 2016          | Dallara GP2/11 Mecachrome V8108 GP2 V8 | P             | 12            | Arthur Pic          | 13            | Ret           | 10            | 9             | Ret           | 8             | 9             | 18            | 14            | 11            | 5             | Ret           | 4             | 3             | 14            | 22†           | Ret           | 11            |               |               |               |               |               |               | 107           | 9.º           | [ 13 ] |
| 2016          | Dallara GP2/11 Mecachrome V8108 GP2 V8 | P             | 12            | Johnny Cecotto Jr.  |               |               |               |               |               |               |               |               |               |               |               |               |               |               |               |               |               |               | 13            | 9             | 7             | 2             |               |               | 107           | 9.º           | [ 13 ] |

### GP2 Asia Series
(Clave) (negrita indica pole position) (cursiva indica vuelta rápida puntuable)

| Año     | Chasis                                 | Neu. | N.º | Pilotos              | 1    | 1    | 2    | 2    | 3    | 3    | 4    | 4    | 5    | 5    | 6    | 6    | Puntos | Pos. | Ref.   |
| ------- | -------------------------------------- | ---- | --- | -------------------- | ---- | ---- | ---- | ---- | ---- | ---- | ---- | ---- | ---- | ---- | ---- | ---- | ------ | ---- | ------ |
| 2008    | Dallara GP2/08 Mecachrome V8108 GP2 V8 | B    |     |                      | YMC1 | YMC1 | SEN  | SEN  | KUA  | KUA  | SAK  | SAK  | YMC2 | YMC2 |      |      | 9      | 10.º | [ 14 ] |
| 2008    | Dallara GP2/08 Mecachrome V8108 GP2 V8 | B    | 20  | Marcello Puglisi     | 16   | Ret  | Ret  | 18   | 13   | 9    | 18   | Ret  | Ret  | Ret  |      |      | 9      | 10.º | [ 14 ] |
| 2008    | Dallara GP2/08 Mecachrome V8108 GP2 V8 | B    | 21  | Marco Bonanomi       | 20   | 13   | Ret  | 8    | Ret  | 15   | Ret  | Ret  | 6    | 1    |      |      | 9      | 10.º | [ 14 ] |
| 2008-09 | Dallara GP2/08 Mecachrome V8108 GP2 V8 | B    |     |                      | SHA  | SHA  | DUB  | DUB  | SAK1 | SAK1 | LOS  | LOS  | KUA  | KUA  | SAK2 | SAK2 | 59     | 2.º  | [ 15 ] |
| 2008-09 | Dallara GP2/08 Mecachrome V8108 GP2 V8 | B    | 1   | Roldán Rodríguez     | 1    | 6    | 3    | C    | 6    | 23   | Ret  | 17   | 4    | 12   | 2    | Ret  | 59     | 2.º  | [ 15 ] |
| 2008-09 | Dallara GP2/08 Mecachrome V8108 GP2 V8 | B    | 2   | Diego Nunes          | 12   | Ret  | Ret  | C    | 13   | 22   | 11   | 12   | 1    | 4    | 1    | 6    | 59     | 2.º  | [ 15 ] |
| 2009-10 | Dallara GP2/08 Mecachrome V8108 GP2 V8 | B    |     |                      | YMC1 | YMC1 | YMC2 | YMC2 | SAK1 | SAK1 | SAK2 | SAK2 |      |      |      |      | 0      | 12.º | [ 16 ] |
| 2009-10 | Dallara GP2/08 Mecachrome V8108 GP2 V8 | B    | 3   | Vladimir Arabadzhiev | Ret  | Ret  | 13   | 10   | 17   | 7    | 12   | 9    |      |      |      |      | 0      | 12.º | [ 16 ] |
| 2009-10 | Dallara GP2/08 Mecachrome V8108 GP2 V8 | B    | 4   | Daniel Zampieri      | 15   | Ret  | Ret  | 15   | 11   | 8    |      |      |      |      |      |      | 0      | 12.º | [ 16 ] |
| 2009-10 | Dallara GP2/08 Mecachrome V8108 GP2 V8 | B    | 4   | Luiz Razia           |      |      |      |      |      |      | Ret  | 13   |      |      |      |      | 0      | 12.º | [ 16 ] |
| 2011    | Dallara GP2/11 Mecachrome V8108 GP2 V8 | P    |     |                      | YMC  | YMC  | IMO  | IMO  |      |      |      |      |      |      |      |      | 9      | 8.º  | [ 17 ] |
| 2011    | Dallara GP2/11 Mecachrome V8108 GP2 V8 | P    | 20  | Fabio Leimer         | 10   | 6    | 6    | 2    |      |      |      |      |      |      |      |      | 9      | 8.º  | [ 17 ] |
| 2011    | Dallara GP2/11 Mecachrome V8108 GP2 V8 | P    | 21  | Julián Leal          | Ret  | 17   | 16   | 18   |      |      |      |      |      |      |      |      | 9      | 8.º  | [ 17 ] |

### Campeonato de Fórmula 2 de la FIA
(Clave) (negrita indica pole position) (cursiva indica vuelta rápida puntuable)

| Año  | Chasis                                 | Neu. | N.º | Pilotos            | 1   | 1   | 2   | 2   | 3   | 3   | 4   | 4   | 5   | 5   | 6   | 6   | 7   | 7   | 8   | 8   | 9   | 9   | 10  | 10  | 11  | 11  | Puntos | Pos. | Ref.   |
| ---- | -------------------------------------- | ---- | --- | ------------------ | --- | --- | --- | --- | --- | --- | --- | --- | --- | --- | --- | --- | --- | --- | --- | --- | --- | --- | --- | --- | --- | --- | ------ | ---- | ------ |
| 2017 | Dallara GP2/11 Mecachrome V8108 GP2 V8 | P    |     |                    | SAK | SAK | BAR | BAR | MON | MON | BAK | BAK | SPI | SPI | SIL | SIL | BUD | BUD | SPA | SPA | MNZ | MNZ | JER | JER | YMC | YMC | 137    | 5.º  | [ 18 ] |
| 2017 | Dallara GP2/11 Mecachrome V8108 GP2 V8 | P    | 18  | Nyck de Vries      | 10  | 6   | 10  | Ret | 7   | 1   | 2   | Ret | 13  | 16† | DNS | 7   | 3   | 3   |     |     |     |     |     |     |     |     | 137    | 5.º  | [ 18 ] |
| 2017 | Dallara GP2/11 Mecachrome V8108 GP2 V8 | P    | 18  | Louis Delétraz     |     |     |     |     |     |     |     |     |     |     |     |     |     |     | 14  | 12  | 7   | 4   | 17  | 12  | 10  | Ret | 137    | 5.º  | [ 18 ] |
| 2017 | Dallara GP2/11 Mecachrome V8108 GP2 V8 | P    | 19  | Johnny Cecotto Jr. | 15  | 9   | 17  | 10  | 8   | 2   | Ret | 14  |     |     |     |     |     |     |     |     |     |     |     |     |     |     | 137    | 5.º  | [ 18 ] |
| 2017 | Dallara GP2/11 Mecachrome V8108 GP2 V8 | P    | 19  | Sergio Canamasas   |     |     |     |     |     |     |     |     | 15  | 9   | 5   | 4   | Ret | Ret |     |     |     |     |     |     |     |     | 137    | 5.º  | [ 18 ] |
| 2017 | Dallara GP2/11 Mecachrome V8108 GP2 V8 | P    | 19  | Roberto Merhi      |     |     |     |     |     |     |     |     |     |     |     |     |     |     | 7   | 6   | 11  | 5   |     |     | 16  | 10  | 137    | 5.º  | [ 18 ] |
| 2017 | Dallara GP2/11 Mecachrome V8108 GP2 V8 | P    | 19  | René Binder        |     |     |     |     |     |     |     |     |     |     |     |     |     |     |     |     |     |     | 15  | 17  |     |     | 137    | 5.º  | [ 18 ] |